# ロナルド大森
ロナルド大森（Ronald Oomori、ロナルド・オオモリ、1942年8月19日 - ）は、アメリカ合衆国ワシントン州出身の元プロ野球選手（内野手）。右投左打。日系三世。

## 来歴・人物
シアトル大学を休学して来日し、1964年に広島へテスト入団した。しかし、一軍出場が叶わないまま同年末に退団。その後、プロ野球界に戻る事はなかった。
選手としては全く活躍できなかったが、特筆すべき点は2つある。
- 1つは、広島カープ初のアメリカ本土出身選手という点である。広島の外国人選手は、1950年の竹村元雄（日本統治時代の台湾出身）まで遡るが、竹村以外は全てハワイ準州出身者で（銭村健三、光吉勉、銭村健四、平山智[2]、新田幸夫）、アメリカ合衆国本土出身者はいなかった。大森の退団後は、1973年入団のジム・ヒックスまで、アメリカ合衆国本土出身のカープ外国人選手は現れなかった。
- もう1つは日本プロ野球界で初めて背番号13を付けた外国人野手という点である。背番号13は外国人、特にアメリカ合衆国出身の野球選手にとっては不吉な番号として知られており[3]、中々外国人選手は付けようとしなかった。日本プロ野球では1962年〜1963年に初めてフレッド・リック（阪急）が、1962年途中にフランク・マニー（大毎）が背番号13を着用しているが、いずれも投手登録だった[4]。大森以降は、1976年のウォルター・ウィリアムス（日本ハム）まで背番号13を付けた外国人野手は現れなかった。またカープの背番号13は、大森以降43年間投手が着用した[5]が、2010年に堂林翔太が内野手として久しぶりに背番号13を着用し（2013年に7へ変更）、以降はキラ・カアイフエ（2013年〜2014年）、ヘスス・グスマン（2015年）、ジェイソン・プライディ（2016年）と外国人野手が着用した。[6]。

## 詳細情報

### 年度別打撃成績
- 一軍公式戦出場なし

### 背番号
- 13（1964年）